# Jeunesse Hautcharage
Football Club Jeunesse Hautcharage – luksemburski klub piłkarski z siedzibą w mieście Hautcharage.

## Osiągnięcia
- Puchar Luksemburga: 1971

## Historia
Jeunesse Hautcharage założony został w 1919 roku. Zdobyty w 1971 Puchar Luksemburga pozwolił klubowi na jedyny występ w europejskich pucharach – w Pucharze Zdobywców Pucharów w sezonie 1971/72. Już w pierwszej rundzie przyszło zmierzyć się z niezwykle trudnym rywalem – broniącym trofeum angielskim klubem Chelsea F.C. Rywalizacja skończyła się dla luksemburskiego klubu dwoma bardzo dotkliwymi klęskami – 0:8 u siebie i 0:13 w Londynie.
Gdy Jeunesse Hautcharage zdobył krajowy puchar, nie grał nawet w I lidze, w której zadebiutował w sezonie 1981/82. Jak się później okazało, był to jedyny występ klubu w najwyższej lidze Luksemburga – po zajęciu 11 miejsca Jeunesse Hautcharage wrócił do II ligi, w której grał do połowy lat 80. W 1986/87 klub znalazł się w III lidze. Oprócz przejściowego kryzysu (gra w V lidze w sezonie 1995/96) Jeunesse Hautcharage ugruntował swą pozycję stałego III-ligowca, którym pozostał do końca swego istnienia.
W 1997 Jeunesse Hautcharage połączył się z klubem Union Sportive Bascharage i utworzył nowy klub – UN Käerjéng 97.

## Europejskie puchary
Legenda do wszystkich tabel:
- Q – runda eliminacyjna, 1/16, 1/8, 1/4, 1/2 – odpowiednia faza rozgrywek, Grupa – runda grupowa, 1r gr – pierwsza runda grupowa, 2r gr – druga runda grupowa, F – finał, R – runda, PO – play-off
- k. – rzuty karne, los. – losowanie, Dogr. – dogrywka, w. – zasada bramek strzelonych na wyjeździe

| Sezon   | Rozgrywki                 | Runda | Przeciwnik | Dom | Wyjazd | Ogólnie |
| ------- | ------------------------- | ----- | ---------- | --- | ------ | ------- |
| 1971/72 | Puchar Zdobywców Pucharów | 1R    | Chelsea    | 0–8 | 0–13   | 0–21    |